# 耶泰斯维莱尔
耶泰斯维莱尔（法語：Jetterswiller，发音：[jɛtɛʁsvilɛʁ]；德语：Jettersweiler）是法国下莱茵省的一个市镇，属于莫尔塞姆区和萨韦尔讷县（Saverne）。该市镇总面积3.54平方公里，2009年时的人口为190人。

## 人口
耶泰斯维莱尔人口变化图示